# HP 39/40 シリーズ
1. HP 39G
2. HP 40G

HP 39/40 シリーズはヒューレット・パッカード(HP)社のグラフ電卓である。前機種はHP 38Gである。
このシリーズは6機種あり、全機種がアルジェブレイク入力モード（数式を中置記法で入力する）を搭載している。HP社の電卓ではあるが、HP社電卓の特徴であるRPN入力は搭載していない。このシリーズは代数計算の様々な方法を使って数値解析が実行できる。
このシリーズの全機種は高校生程度を対象にしており、ケーブルや赤外線を通じてAPLETs（アプリケーション）あるいはE-lessons（電子学習教材）をダウンロードできる特徴がある。これらは複雑に変化するプログラムであり、グラフや数値の探求という理念に基いて数学学習を向上するために教室で使われることを意識している。
プログラミング言語はHP 38Gと同様にHP-BASIC（Pascal風のプログラミング言語）が使われた。この言語はHP PrimeのPPL言語の前身である。

## HP 39G
HP 39G (F1906A) は2000年に販売開始された。
基本仕様：
- CPU：4 MHz Yorke (Saturnコア)
- RAM：256 KB[1]
- ROM：1 MB[1]
- 画面解像度：白黒液晶 131×64 画素
- 通信：独自方式の赤外線、RS-232 (シリアルポート)
- ハードカバー付属
- 制限付きの代数方程式機能（CASがないので）

## HP 40G
HP 40G (F1907A)はHP 39Gと並行して2000年に発売された。HP 40GのOSはHP 39Gと同一である。HP 39GとOSが一緒なので、OSはHP 40GとHP 39Gの区別を起動時に行う。
ハードウェアはHP 39GやHP 49Gと同一の点が多い（ゴムキーまで一緒）ものの完全に一緒ではない。
HP 39Gと対照的にHP 49Gに搭載されているものと同じ数式処理システム（CAS）であるErableを搭載している。
HP 48 シリーズと違って、初等的な解析学の計算において、行儀の良い動作をするか設定するフラグがない。
付け加えると、HP 40Gは赤外線接続ができない。そして、変数は27個までに制限されている。リストベースのソルバーとその他の制約によって、この電卓はシンプルではあるが、高度な用途には適さない。
HP 40Gは多くの標準的な試験（ACTとSATを含む）で使用が禁止されている。
基本仕様：
以下のことを除けば、HP 39Gと同一である。
- 通信：赤外線通信がない。RS-232（シリアルポート）はある。
- ソフトウェア：数式ライター（数式を教科書表示で入力する機能）と進化したCASを搭載。

## hp 39g+

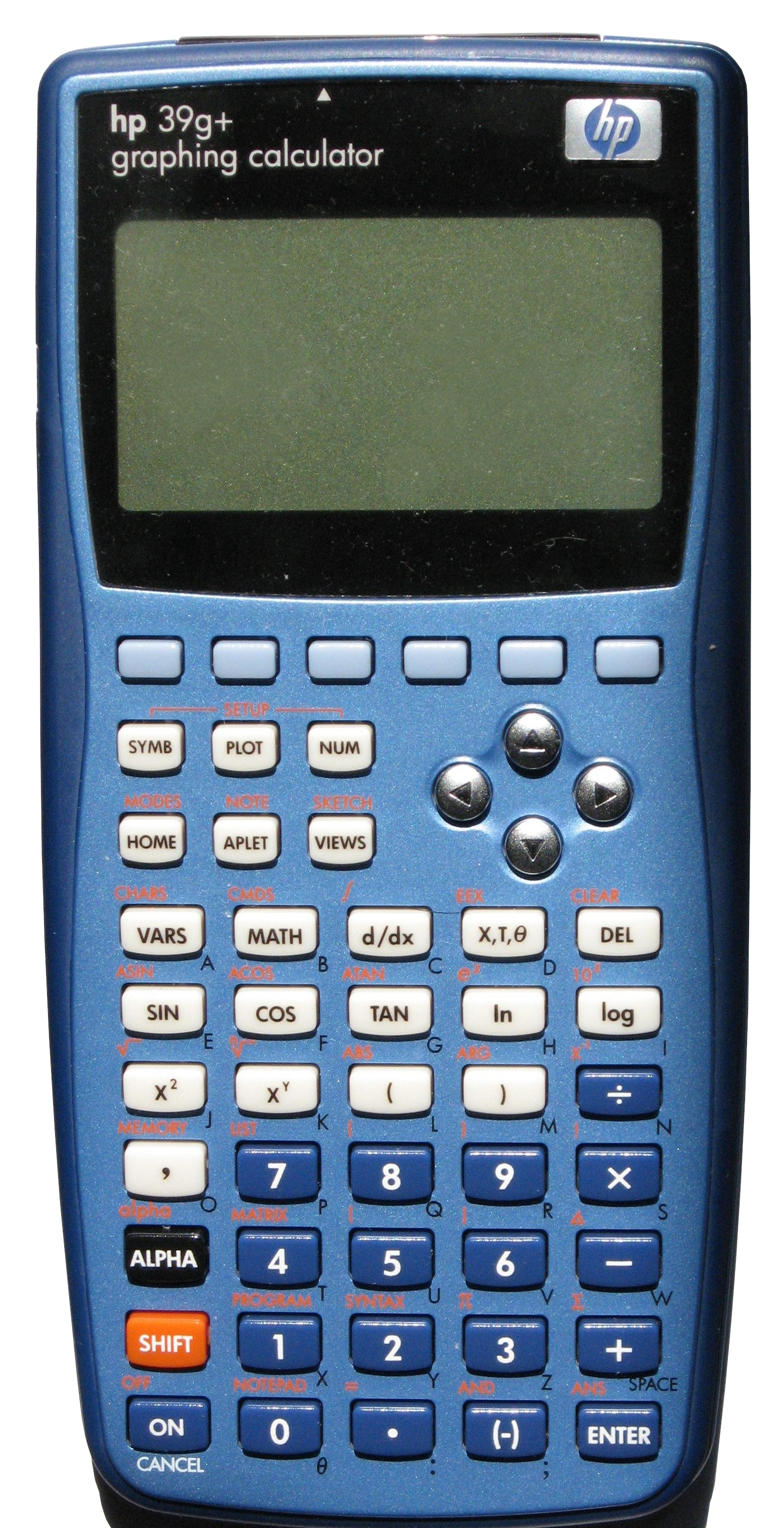
hp 39g+

hp 39g+ (F2224A)は2003年9月に発売された。
HP 39GとHP 40Gで評判の悪かったゴムキーはプラスチックキーに変わった。
基本仕様：
- CPU：75 MHz Samsung S3C2410X (ARM920Tコア)
- RAM：256 KB
- ROM：不明（英語版にも記述なし）
- 画面解像度：白黒液晶 131×64 画素
- 通信：USBポート (Kermit あるいは XModem プロトコルを使う)、IrDA (赤外線)
- 電源：単4電池3本（メイン電源）、CR2032（メモリバックアップ用）
- ハードカバーは付属していない。
- 制限付きの代数方程式機能（CASがないので）

注意：ARMプロセッサーがこのモデルで使われているが、OSはHP 39GのOSとほぼ同じものである。ARM上でSaturn CPUをエミュレートしているので、ほぼ同じOSが使える（エミュレーターは拡張されたSaturn+命令も持っているので、OSのコードは多少異なるだろう）。このARM上のSaturn CPUエミュレーターのおかげでHP 39Gよりも高速に動作する。HP 40GのOSのCAS部分は起動時に単純に隠しているのでなくて、むしろ完全に削除されていると思われる。

## HP 39gs

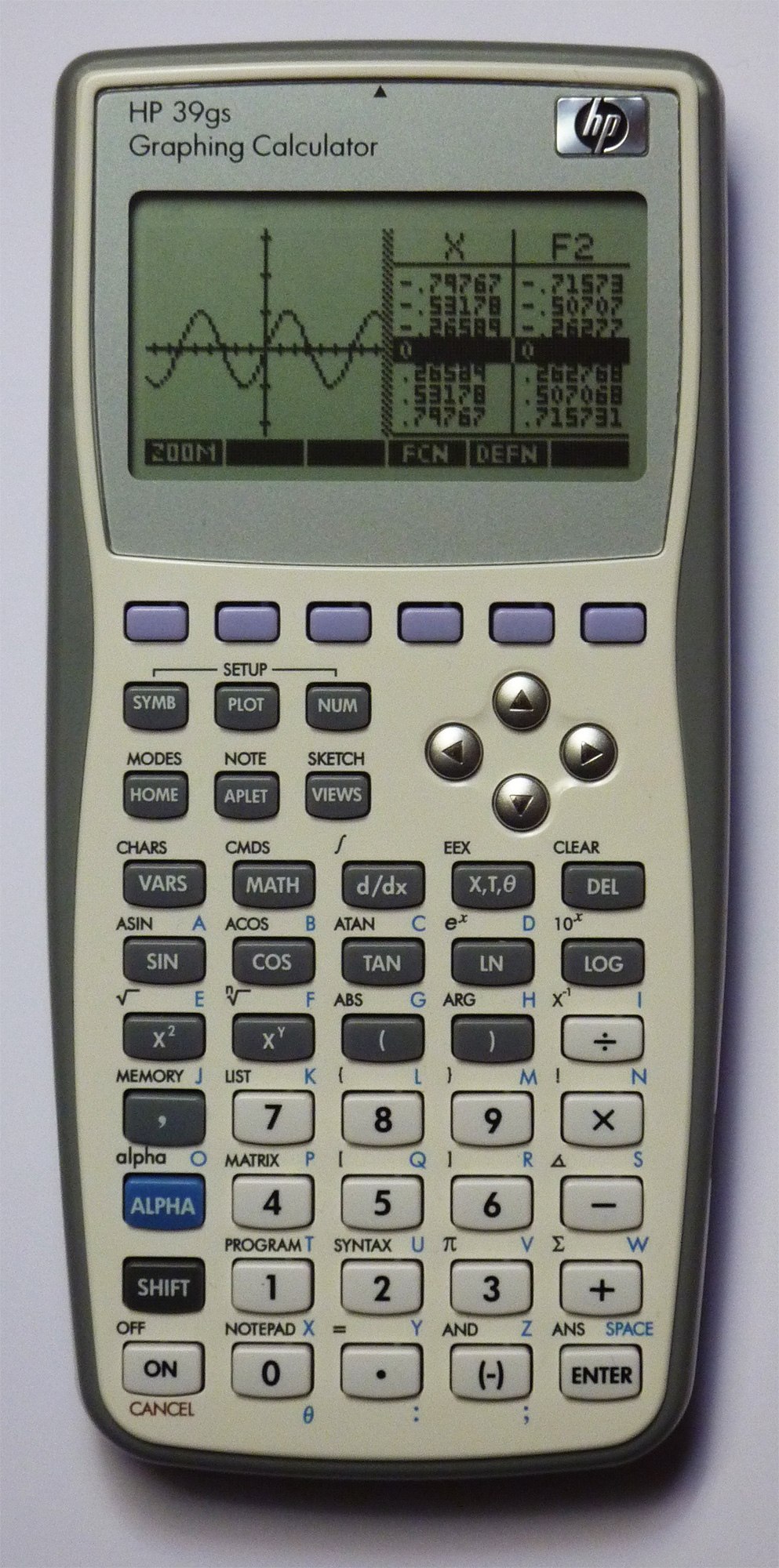
HP 39gs

HP 39gs (F2223A) は2006年に発売された。
このシリーズで初めてフラッシュメモリを搭載した。将来の機能追加やバグ修正を可能とする。
基本仕様：
- CPU：75 MHz Samsung S3C2410A (ARM920T コア)
- RAM：256 KB[5]
- フラッシュメモリ：1 MB[5]
- 画面解像度：白黒液晶 131×64 画素
- 通信：USBポート (Kermit あるいは XModem プロトコルを使う)、IrDA (赤外線)、4ピン非同期シリアルポート (RS-232と電圧レベルが異なる。4ピンのmini-USB端子を持つケーブルを使用するが、USBではない）
- 電源：単4電池4本（メイン電源）、CR2032（メモリバックアップ用）
- ハードカバー付き
- 制限付きの代数方程式機能（CASがないので）

注意：ARMプロセッサーがこのモデルで使われているが、OSはHP 39GのOSとほぼ同じものである。ARM上でSaturn CPUをエミュレートしているので、ほぼ同じOSが使える（エミュレーターは拡張されたSaturn+命令も持っているので、OSのコードは多少異なるだろう）。このARM上のSaturn CPUエミュレーターのおかげでHP 39Gよりも高速に動作する。

## HP 40gs

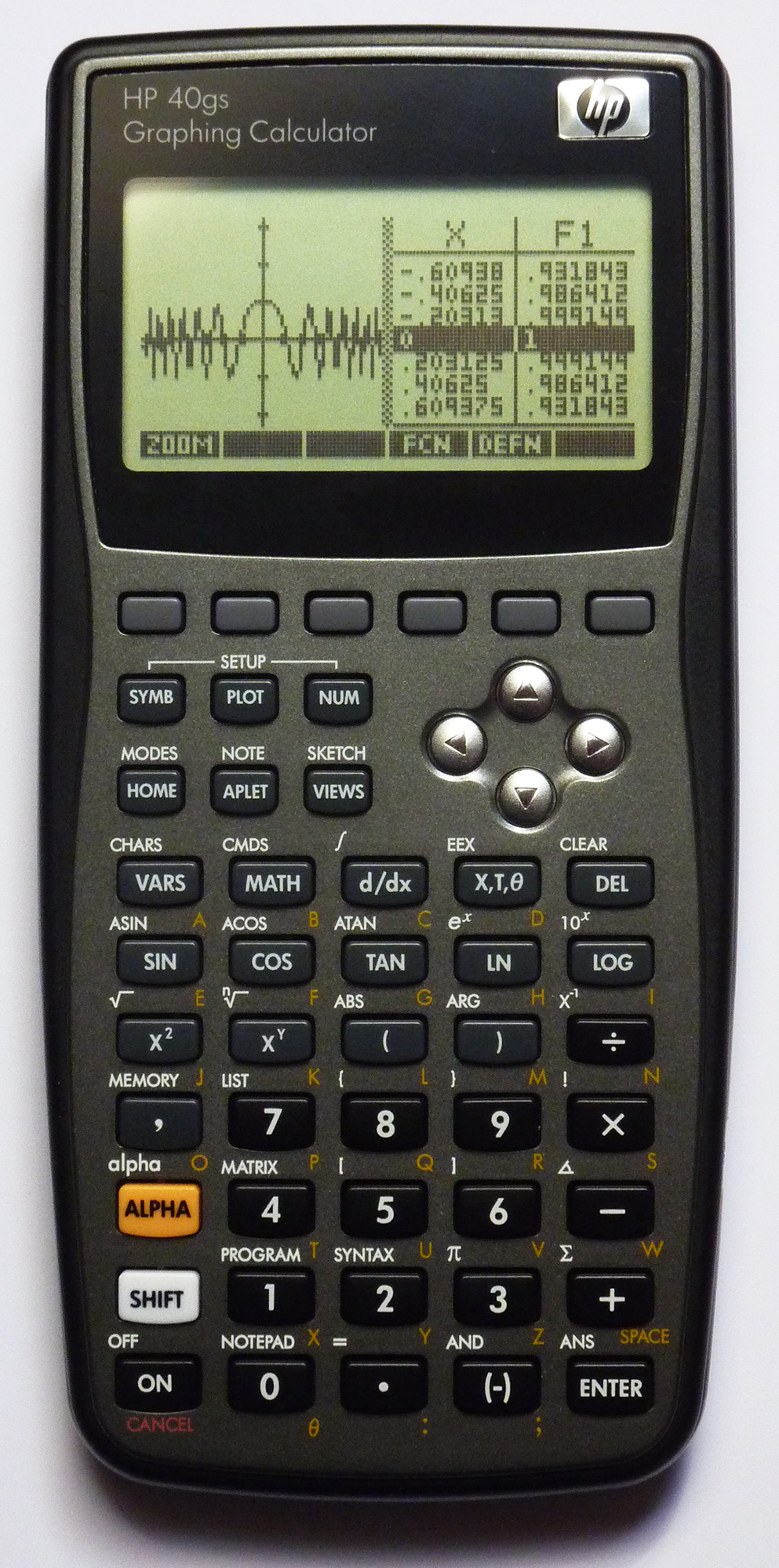
HP 40gs

HP 40gs (F2225A) は2006年中期に発売された。
基本仕様：
以下の点を除けば、HP 39gsと同一である。
- 通信：IrDA（赤外線）なし。USBポートと4ピン非同期シリアルポートはある。
- ソフトウェア：数式ライター（数式を教科書表示で入力する機能）と進化したCASを搭載。
- メモリ：フラッシュメモリがHP 39gsよりも大きい（2 MB[6]）。CASソフトウェアを格納するためである。

## HP 39gII

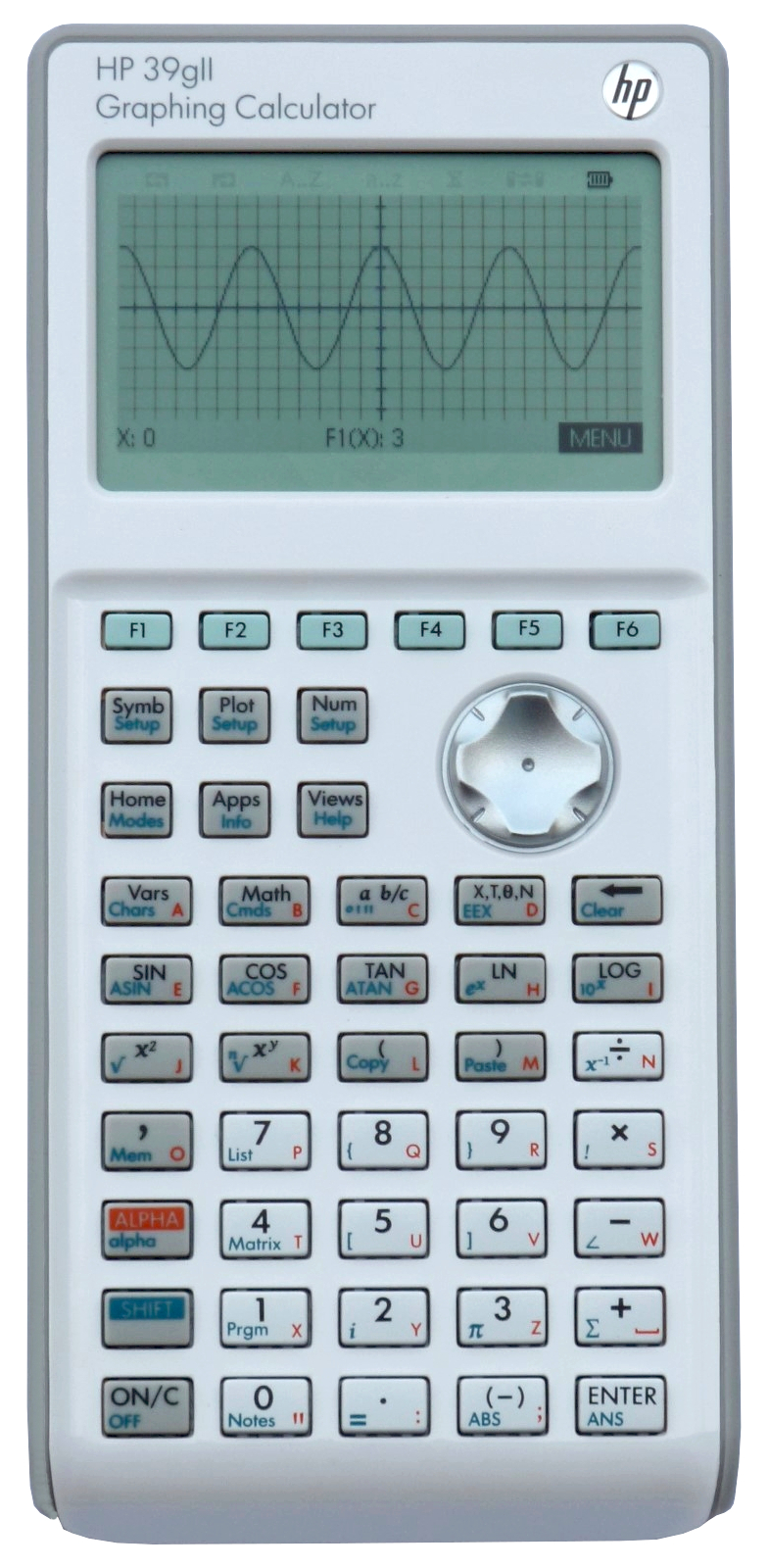
HP 39gII

HP 39gII (NW249AA) は2011年10月に発売された。
従来のHP 39/40 シリーズとは外観が大幅に異なり、性能も向上した。画面解像度が大幅に向上し、フラッシュメモリ容量も劇的に増えた。
電卓内部で使われているBCD数学ライブラリはネイティブ実行されるプラットフォーム依存のC言語で書き直されている。System RPLコードをエミュレーターで実行しているのではない。
この電卓は最初にUnicode(UTF-16)をサポートしている。
基本仕様：
- CPU：80MHz Freescale STMP3770 (ARM926EJ-S コア)　※元々はSigmaTel社のCPUだったが、同社はFreescale社に買収された。
- RAM：256 KB
- フラッシュメモリ：128 MB（ユーザー利用可能は80MB～105MB）
- 画面解像度：グレースケール液晶 256×128 画素
- 通信：USB On-The-Go micro USB端子（ABレセプタクル：USB OTGのA/Bタイプ両用端子）

HP 39gIIを最後にHP 39/40 シリーズは終了する。
シリーズ最高性能のHP 39gIIですら、それより8ヶ月前に発売された TI-Nspire CX / TI-Nspire CX CAS の性能に大きな遅れをとっていた。
2013年にHP Primeが発売された。PPL言語（HP-BASICが発展したもの）と操作方法に名残を残すもののHP 39gIIに対してハードウェアもOSも大きく異なり、HP 39gIIの後継機種というには微妙である。